# Romeo Franz
Romeo Peter Schischo Franz (* 28. Oktober 1966 in Kaiserslautern) ist ein deutscher Politiker (Bündnis 90/Die Grünen), Geiger und Pianist sowie Vertreter des traditionellen Sinti-Jazz im Stil des großen Sinti-und-Roma-Musikers „Stadel“. Von 2018 bis 2024 war er Mitglied des Europäischen Parlaments. Franz ist Vorsitzender der Bundesvereinigung der Sinti und Roma.
Von 2014 bis 2019 war Romeo Franz geschäftsführender Direktor der Hildegard-Lagrenne-Stiftung und engagiert sich seit über 20 Jahren in der Bürgerrechtsarbeit zum Thema „Menschen mit Romno-Hintergrund (Sinti und Roma)“.

## Leben und Musik
Romeo Franz entstammt einer Musikerfamilie und kam deshalb sehr früh mit der Musik in Kontakt. Er genoss schon ab dem Alter von neun Jahren eine musikalische Ausbildung. Erste öffentliche Auftritte erfolgten mit elf Jahren.
Mit 23 Jahren gründete er seine erste eigene Band, das Romeo Franz Ensemble. In der folgenden Zeit stand Romeo Franz mit vielen Musikern auf der Bühne: Schnuckenack Reinhardt, Biréli Lagrène, Dorado Schmitt, Greetje Kauffeld, Martin Taylor, Joe Bawelino, Jermaine Landsberger, Max von Thun, um einige zu nennen. Ein besonderes Highlight war für Romeo Franz die Einladung, 2007 für Stevie Wonder in München zu spielen.
Im Jahr 1991 gründete sich das Romeo Franz Ensemble mit den Gründungsmitgliedern Romeo Franz, Thomas Stützel, Uli Bund und Lulo Reinhardt. Später kamen Unge Schmidt, Joe Bawelino, Frédéric Schlick und Dunja Blum hinzu, Reinhardt schied aus.
Seit 1998 setzt Romeo Franz sich ehrenamtlich für die Bürgerrechte der Sinti und Roma ein. Von 2003 bis 2013 war er stellvertretender Vorsitzender des Landesverbandes deutscher Sinti und Roma in Rheinland-Pfalz und vertrat die Interessen der rheinland-pfälzischen Sinti und Roma im Zentralrat Deutscher Sinti und Roma. 2010 gründete er die Bildungs- und Kulturinitiative der Sinti und Roma, deren Vorsitzender er ist.
Romeo Franz ist Komponist des Violinenstückes Mare Manuschenge, das als akustischer Teil im Denkmal für die im Nationalsozialismus ermordeten Sinti und Roma Europas in Berlin integriert ist. Er ist Argumentationstrainer gegen rechte Stammtischparolen, besucht Schulen und andere öffentliche Institutionen, um Referate zu Themen wie Rassismus, Diskriminierung und Sinti und Roma zu halten.
Romeo Franz lebt in Ludwigshafen am Rhein.

## Politisches Engagement

### Engagement für Sinti und Roma
Romeo Franz engagiert sich sehr intensiv für die Erhaltung der Kultur der deutschen Sinti im Bereich Musik, Lyrik und Sprache. Daraus entstanden Projekte wie z. B.„Rom som – Ich bin ein Mensch“ – Lyrik und Musik der Sinti und Roma, das er gemeinsam mit Anita Awosusi entwickelte. Das Projekt wurde zum zehnjährigen Bestehen des Dokumentations- und Kulturzentrum der Sinti und Roma in Heidelberg von der Bundesregierung als besonderes wertvolles Projekt gelobt. Das Projekt „Paramisi“ – Erzählungen und Lieder der Sinti und Roma ist das jüngste Projekt, das Romeo Franz mit Reinhold Lagrene ausgearbeitet hat.
Von 2010 bis 2018 war Franz Vorsitzender der von ihm mitbegründeten Bildungs- und Kulturinitiative der Sinti und Roma.
Romeo Franz ist der Geschäftsführer der 2012 gegründeten Hildegard-Lagrenne-Stiftung, in deren Vorstand Elizabeta Jonuz, Jane Schuch und Daniel Strauß sitzen. Ihr Zweck ist vorrangig, gegen Antiziganismus im Bildungsbereich zu wirken. Kinder, Jugendliche wie auch erwachsene Sinti und Roma werden in ihren Bildungskarrieren finanziell unterstützt. Die Stiftung entwickelt und fördert weiterhin Projekte dazu, unterstützt aber auch vor Ort andere benachteiligte Familien. Die Stiftung nimmt sich auch der Verbesserung der Situation der sich in Deutschland aufhaltenden Roma in ihren europäischen Herkunftsländern an. Wichtiges Prinzip ist, dass das Kapital der Stiftung sowie dessen Verwaltung ausschließlich von Sinti und Roma bestritten werden.
Romeo Franz ist seit 2013 berufenes Mitglied im Rat für die Angelegenheiten der deutschen Sinti und Roma in Baden-Württemberg. 2016 wurde Romeo Franz vom Bundesvorstand des Bündnis 90/Die Grünen zum Beauftragten für Sinti und Roma in Deutschland berufen.
Romeo Franz ist seit deren Gründung im Jahr 2021 Generalsekretär der Bundesvereinigung der Sinti und Roma mit Sitz in Berlin. Seit Oktober 2024 ist er Vorsitzender des Vereins.

### Einzug ins Europäische Parlament
Seit 2010 ist Romeo Franz Mitglied bei Bündnis 90/Die Grünen. Für die Bundestagswahl 2013 trat er als Direktkandidat im Wahlkreis Ludwigshafen/Frankenthal und an sechster Stelle der Landesliste an, doch schaffte er den Einzug in den Bundestag nicht.
Für die Europawahl 2014 nominierte ihn die Bundesdelegiertenkonferenz der Partei auf den zwölften Listenplatz. Die Partei gewann jedoch mit 10,7 Prozent nur elf der 96 deutschen Mandate, sodass Franz den direkten Einzug verpasste. Erst knapp vier Jahre später, nachdem der Abgeordnete Jan Philipp Albrecht als Minister in die Landesregierung Schleswig-Holsteins unter Daniel Günther berufen wurde und damit sein Mandat im Europaparlament aufgab, konnte Franz im Juli 2018 nachrücken. Im Europaparlament trat Franz der Fraktion Die Grünen/EFA bei, für die er Mitglied im Ausschuss für bürgerliche Freiheiten, Justiz und Inneres sowie im Sonderausschuss Terrorismus war. Ebenso war er Mitglied in der Delegation für die Beziehungen zu Israel.
Im November 2018 kandidierte Franz erneut auf der Bundesdelegiertenkonferenz der Partei für die Europawahlliste. Die Delegierten nominierten ihn für den zehnten Listenplatz. Bei der Europawahl 2019 gewann Bündnis 90/Die Grünen mit 20,5 Prozent der Stimmen 21 der 96 deutschen Mandate, sodass Franz direkt einzog. Wieder als Mitglied der Fraktion Die Grünen/EFA ist er in den neunten Legislaturperiode (2019–2024) Mitglied und stellvertretender Vorsitzender im Ausschuss für Kultur und Bildung sowie stellvertretendes Mitglied in den Ausschüssen für Beschäftigung und soziale  Angelegenheiten sowie für bürgerliche Freiheiten, Justiz und Inneres. Außerdem ist er Vorsitzender der Delegation für die Beziehungen zu Bosnien und Herzegowina und dem Kosovo und stellvertretendes Mitglied in der Delegation für den Parlamentarischen Stabilitäts- und Assoziationsausschuss EU-Albanien.
Bei der Wahl zum 10. Europäischen Parlament 2024 verlor Franz sein Mandat.

## Schrift
- mit Alexandra Senfft: Großonkel Pauls Geigenbogen. Die Familiengeschichte eines preußischen Sinto, Wilhelm-Goldmann-Verlag, München, 2024, ISBN 978-3-442-31707-3.

## Fernsehen (Auswahl)
- Club Max
- Oper für Alle
- Manolito
- Hanns Dieter Hüschs Gesellschaftsabend
- Dokumentarfilm Auf Django’s Spuren
- Filmmusik (Mitwirkung) zum Film Das letzte Mahl
- Fröhlicher Weinberg
- Kein schöner Land

## Diskographie

### Romeo Franz Ensemble
- Fo(u)r Friends (CD, 1994)
- Golden Earrings (CD, 1996)
- Volume 2 (CD, 1996)
- Jazzuny (CD)
- Hot, Swing and More (CD, 2001)
- Single-CD The World is Waiting for the Sunrise

### Andere
- Lulu Weiss Quartett Gipsy Dreams (LP)
- Manolito (MC)